# Vrat (glazbala)
Vrat je vitka produžena komponenta omeđena (s ili bez) pragovima proizašala iz tijela nekih modela glazbenih instrumenata, na koju glazbenik smjesti prste i pritiskom na žicu proizvede ton. U primjer instrumenata koje imaju vrat pripadaju obitelji: gitara, lutnji, mandolina i violina.

## Gitara
Dijelovi vrata gitare su: hvataljka s utisnutim pragovima, i glava vrata s pužnim vijcima. Kroz vrat većine modela gitara provučena je vratna šipka.

Hvataljka vrata: je gornji dio vrata gitare koji je najčešće izrađen od jasena, palisandera ili ebanovine. Hvataljka je i dio vrata koji određuje njegov radijus, i što je on veći hvataljka je ravnija, a time omogućava i bržu dinamiku prstima po njoj (drugim riječima "lakša" je za sviranje). Na hvataljci vrata nalaze se pragovi i umetci.

Pragovi na hvataljci: služe da se pritiskom žice na točno mjesto skrati dužina iste, i tako proizvede željena visina tona. Broj utisnutih pragova u hvataljku najčešće nas otprilike može uputiti ka proizvođaču: Fenderovi stariji modeli 21. prag, Gibsonovi modeli 22. praga, Ibanezovi ili Jackson 24. praga itd. Visina, stil sviranja i vrsta materijala od kojeg su pragovi napravljeni diktirat će vrijeme trajanja pragova.

Umetci: u biti su mali ukrasi koji označavaju broj praga, a služe i za bržu orijentaciju pri sviranju na hvataljci vrata gitare.

Tijelo vrata: predstavlja onaj dio koji nam pri sviranju leži u dlanu ruke. Oblik mu se određuje pomoću slova: C, U i V. Najčešće je izrađen od javora ili mahagonija.

Vratna šipka: je puna metalna šipka promjera 11.10 mm provučena kroz tijelo vrata gitare. Njezina zadaća jest da spriječi krivljenje vrata uzrokovano naprezanjem žica.

Glava: vrata gitare sadrži mašinice koje služe za natezanje žica, i potom ugađanje štima gitare. Tu se nalaze i vodilice koje služe da amortiziraju tenziju između glave, i kobilice gitare. Vodilica se uglavnom ugrađuje na modele koje imaju mašinice na glavi vrata u nizu, (kao npr. Stratocaster modeli gitara).

## Princip rada
U izradi vrata glazbala naročitu pažnju treba obratiti na točan izračun mjesta pragova na njemu. Za pojednostavljenje rada možemo upotrijebiti tablicu općenitih oglednih mjera odnosa pragova u skali (razmak između vrha na mostu, i vrha na kobilici).
U ovoj tablici je prikaz standardnih vrijednosti, koji točno određuju mjesto svakog praga na hvataljci vrata, neovisno o njegovom broju. Množenjem faktora vrijednosti skale, s brojem praga, počevši od prvog početnog (nultog) polja dobivamo stvarnu udaljenost za svaki prag:
| Prag | Vrijednost | Prag | Vrijednost |
| ---- | ---------- | ---- | ---------- |
| 1.   | .05613     | 13.  | .52806     |
| 2.   | .10910     | 14.  | .55455     |
| 3.   | .15910     | 15.  | .57955     |
| 4.   | .20630     | 16.  | .60315     |
| 5.   | .25085     | 17.  | .62542     |
| 6.   | .29289     | 18.  | .64645     |
| 7.   | .33258     | 19.  | .66629     |
| 8.   | .37004     | 20.  | .68502     |
| 9.   | .40540     | 21.  | .70270     |
| 10.  | .43877     | 22.  | .71938     |
| 11.  | .47027     | 23.  | .73513     |
| 12.  | .50000     | 24.  | .7500      |

Osnovna zamisao ovog proračuna bazira s na uvjetu da je žica konstantno napeta, gdje bi tada prirodna frekvencija titranja žice bila obrnuto prporcionalna njezinoj duljini. To znači da bi ton na 12. polju zbog udvostručene frekvencije titranja bio u oktavi, i da bi do tona "slobodne" žice bio dijeljen oko dva puta. Podignuti ton do 12. polja u biti je ućiniti dvanaest polustepena oktava, čija bi učestalost zvuka varirala određeni broj puta. Ova vrijednost određuje točnu vrijednost udaljensti između pragova na hvataljci vrata,a može se izračunati po ovoj formuli:
{\displaystyle ~F_{0}=Fp^{12}={2}F}
{\displaystyle F} = frekvencija vibracije slobodne žice (može biti izražena u Hz.

{\displaystyle F_{0}} = frekvencija žice (kraća za pola) koja zvuči jednu oktavu u odnosu na slobodnu.

{\displaystyle p} = željeni faktor koji određuje koliko puta frekvencija zvuka raste s povećanjem pola tona.

{\displaystyle ~p^{12}={2}}

{\displaystyle ~p={\sqrt[{12}]{2}}}

Vrat gitare može imati 21., 22., ili 24. praga, s tim da se prvi prag broji od glave gitare, pa drugi, treći, itd. Najčešće na petu vrata gitare ugrađena je i kopča za remen, a na nekim modelima kopča je na glavi vrata gitare. Vrat gitare za tijelo može biti: pričvršćen vijcima, zalijepljen ili provučen kao greda kroz tijelo, i tako bude sastavni dio njegove cjeline.

## Vanjske poveznice
- Naputak za izgradnju vrata  Arhivirana inačica izvorne stranice od 6. veljače 2012. (Wayback Machine) akustične gitare.